# Bout It
Bout It är gospel-sångaren Willie Norwoods första kommersiella studioalbum, släppt den 23 oktober 2001 under skivbolaget Atlantic Records. CD:n hade aldrig någon större framgång men mottog kraftigt positiv kritik från media. 
En singel från skivan gavs ut, "Bout It".

## Innehåll
Skivan innehåller en rad olika musikgenrer bland annat soul och pop men framför allt traditionell gospel. Flera covers finns med på albumet däribland Stevie Wonders "Have a Talk With God" tillsammans med Jackie DeShannons klassiker "Put a Little Love in Your Heart". På hymen "Have Thine Own Way" finns även sonen och hip-hop artisten Ray J med. Den populära gospel-gruppen the Williams Brothers körade på det 6:e och 9:e spåret. Även dottern och R&B-ikonen Brandy sjunger på den tredje låten "A Love Shared". 

## Låtförteckning
| Nr           | Titel                                      | Producenter               | Längd |
| ------------ | ------------------------------------------ | ------------------------- | ----- |
| 1.           | Bout It (Feat. Brandy and Ray J)           | Carter                    | 4:48  |
| 2.           | Have A Talk With God                       | Hardaway, Wonder          | 3:54  |
| 3.           | A Love Shared (Ft. Brandy and Kirk Whalum) | Caldwell, Winans          | 4:01  |
| 4.           | Put A Little Love In Your Heart            | DeShannon, Holiday, Myers | 3:48  |
| 5.           | I'm Gonna Make It                          | Caldwell, Winans          | 4:12  |
| 6.           | No Limit                                   | Williams                  | 4:26  |
| 7.           | Have Thine Own Way (Feat. Ray J)           | Caldwell                  | 4:23  |
| 8.           | I'd Trade A Lifetime                       | Bradley                   | 4:05  |
| 9.           | The Search Is Over                         | Horne, Williams           | 5:21  |
| 10.          | All That I Need                            | Lu, Norwood               | 3:54  |
| 11.          | Bout It (Reprise)                          | Carter                    | 0:40  |
| Total längd: | Total längd:                               | Total längd:              | 41:36 |